# Pelexia tenuior
Pelexia tenuior är en orkidéart som beskrevs av Rudolf Schlechter. Pelexia tenuior ingår i släktet Pelexia och familjen orkidéer. Inga underarter finns listade i Catalogue of Life.